# LG Venus (VX8800)
LG Venus hay LG VX8800 là mẫu điện thoại di động dạng trượt và sử dụng phím điều khiển bằng màn hình cảm ứng được chế tạo bởi LG Electronics. Đây là phiên bản kế tiếp của dòng điện thoại VX. Nó được độc quyền phân phối bởi hãng Verizon Wireless tại thị trường Hoa Kỳ. Chiếc điện thoại này được thiết kế dạng thanh trượt, phía dưới nó là màn hình điều khiển bằng cảm ứng khá độc đáo. LG VX8800 hỗ trợ máy chụp hình với độ phân giải 2 megapixel.
Phiên bản LG Venus đầu tiên ra mắt vào ngày 8 tháng 11 năm 2007, và phiên bản dành cho Verizon Wireless là ngày 19 tháng 11 năm 2007. LG VX8800 bao gồm những tính năng như chơi nhạc số, chia sẻ dữ liệu qua Bluetooth, thẻ nhớ ngoài microSD có thể lưu trữ đến 8G, tin nhắn video, ra lệnh bằng giọng nói, và một vài đặc tính khác. LG VX8800 được coi là chiếc điện thoại nổi bật nhất trong dòng điện thoại "Chocolate", những chiếc điện thoại trước nó là VX8500 và VX8550.